# Данска на Европском првенству у атлетици на отвореном 2016.
Данска је учествовала на 23. Европском првенству 2016. одржаном у Амстердаму, Холандија, од 6. до 10. јулa. Ово је били двадесет треће европско првенство у атлетици на отвореном на коме је Данска учествовала, односно учествовала је на свим првенствима до данас. Репрезентацију Данске представљало је дванаест спортиста (8 мушкараца и 4 жене) који су се такмичили у 7 дисциплина.
Представници Данске нису оборили ниједан рекорд, а троје такмичара поравили најбоље личне резултате сезоне.
У укупном пласману по броју освојених медаља Данска је са једном златном медаљом поделила 17. место са Летонијом и Украјином.
У табели успешности (према броју и пласману такмичара који су учествовали у финалним такмичењима (првих 8 такмичара)) Данска је са три учесника у финалу заузела 25 место са 14 бодова, од 38 земаља које су имале представнике у финалу.
| Пл. | Земља  | 1. место | 2. место | 3. место | 4. место | 5. место | 6. место | 7. место | 8. место | Бр. фин. Бод. |
| --- | ------ | -------- | -------- | -------- | -------- | -------- | -------- | -------- | -------- | ------------- |
| 5.  | Данска | 1 - 8    | -        | -        | -        | 1 - 4    | -        | 1 - 2    | –        | 3 - 14        |

## Учесници
| Бр. | Дисциплина       | Мушкарци                               | Жене                                        | Укупно |
| --- | ---------------- | -------------------------------------- | ------------------------------------------- | ------ |
| 1   | 800 м            | Андреас Бубе                           |                                             | 1      |
| 2   | 1.500 м          | Андреас Буено                          |                                             | 1      |
| 3   | 110 м препоне    | Андреас Мартинсен                      |                                             | 1      |
| 4   | 400 м препоне    | Николај Хартлинг                       | Сара Слот Петерсен Stina Troest             | 3      |
| 5   | Полумаратон      | Абди Хакин Улад                        | Јесика Драскав-Петерсон Ана Холм Баумајстер | 3      |
| 6   | 3.000 м препреке | Јакоб Дибдал Абрахамсен Оле Хеселбјерг |                                             | 2      |
| 7.  | Скок мотком      | Расмус Јергенсен                       |                                             | 1      |
|     | Укупно (7)       | 8                                      | 4                                           | 12     |

## Освајачи медаља

### Злато
- Сара Слот Петерсен — 400 м препоне

## Резултати

### Мушкарци
| Атлетичар               | Дисциплина       | Лични рекорд | Квалификације      | Квалификације      | Полуфинале            | Полуфинале            | Финале                | Финале        | Детаљи |
| Атлетичар               | Дисциплина       | Лични рекорд | Резултат           | Место              | Резултат              | Место                 | Резултат              | Место         | Детаљи |
| ----------------------- | ---------------- | ------------ | ------------------ | ------------------ | --------------------- | --------------------- | --------------------- | ------------- | ------ |
| Андреас Бубе            | 800 м            | 1:44,89      | 1;48,36            | 2 у гр 1. КВ       | 1:47,55               | 4 у пф. 2             | Ниије се квалификовао | 9. / 29 (30)  |        |
| Андреас Буено           | 1.500 м          | 3:38,44      | 3:46,32            | 11. у гр. 1        |                       |                       | Ниије се квалификовао | 30. / 34 (36) |        |
| Абди Хакин Улад         | Полумаратон      | 1:02,24      |                    |                    |                       |                       | 1:03:22               | 5 / 84 (92)   |        |
| Андреас Мартинсен       | 110 м препоне    | 13,55 НР     | 13,65 ЛРС          | 3. у гр 1 КВ       | 13,89                 | 7. у гр. 3            | Ниије се квалификовао | 23. / 30 (31) |        |
| Николај Хартлинг        | 400 м препоне    | 50,02 НР     | 51,49              | 3. у гр. 2         | Ниије се квалификовао | Ниије се квалификовао | Ниије се квалификовао | 29. / 37 (39) |        |
| Јакоб Дибдал Абрахамсен | 3.000 м препреке | 3:84,04      | Ниије завршио трку | Ниије завршио трку |                       |                       | Ниије се квалификовао | БП            |        |
| Оле Хеселбјерг          | 3.000 м препреке | 8:30,51      | 8:32,17            | 5. у гр. 1 КВ      | 8:42,27               | 11. / 24 (26)         |                       |               |        |
| Расмус Јергенсен        | Скок мотком      | 5,65         | 5,35               | 14 у гр. Б         | Ниије се квалификовао | 19 / 27 (28)          |                       |               |        |

### Жене
| Атлетичар               | Дисциплина    | Лични рекорд | Квалификације         | Квалификације         | Полуфинале | Полуфинале   | Финале    | Финале       | Детаљи |
| Атлетичар               | Дисциплина    | Лични рекорд | Резултат              | Место                 | Резултат   | Место        | Резултат  | Место        | Детаљи |
| ----------------------- | ------------- | ------------ | --------------------- | --------------------- | ---------- | ------------ | --------- | ------------ | ------ |
| Јесика Драскав-Петерсон | Полумаратон   | 1.12:52      |                       |                       |            |              | 1.13:50   | 31 / 81 (90) |        |
| Ана Холм Баумајстер     | Полумаратон   | 1.13,34      | 1.15:40               | 44 / 81 (90)          |            |              |           |              |        |
| Сара Слот Петерсен      | 400 м препоне | 53,99 НР     | Директно у полуфиналу | Директно у полуфиналу | 55,59      | 1 у пф. 2    | 55,12 ЛРС |              |        |
| Stina Troest            | 400 м препоне | 55,56        | 56,32 ЛРС             | 1. у гр. 3 КВ         | 56,03 ЛРС  | 3 у пф. 3 кв | 56,34     | 7 / 24 (25)  |        |